# Будисављевићи
Будисављевићи су позната српска, личка, граничарска и свештеничка породица.

## Историја
По породичном предању они своје поријекло доводе у вези са метохијским Пећанима. Три брата, Пилип, Јуриша и Будиша (од којих су у Лици настали каснији Пилиповићи, Јуришићи и Будисављевићи и Будаци) су као племство Немањића, бјежећи пред Турцима, дошли до Лике (Лички Рибник код Госпића, потом у Брлог и Дренов Кланац, да чувају Сењ). По ослобођењу Лике и Крбаве основали су село Пећане, којем дају име у спомен на метохијске Пећане. Мјесто су звали Пећани, али се званично зове Пећане. Стари су спомињали да су дошли неђе из Црне Горе, Херцеговине... а тим метохијским Пећанима је ближа албанска Црна Гора (Мализи) од православне Црне Горе. Сви Будисављевићи су истог поријекла, а породична слава је им је Свети Стефан. О свом некадашњем племству говорили су: Наши праоци донесоше амо листине од коже које су они дуго чували. Од кољена до кољена поред све то већег неразумјевања превлађивала је све то већа нехатност према томе нашем аманету и потоњи нараштаји поготову не умједоше више цијенити вриједност тијех листина, које им дабогме не принашаху стварне користи. А шта ће нам та магарећа кожа, тако су говорили који у свом незнању утаманише тај, драгоцјени аманет. Тако је слушао и упамтио мој родитељ приповиједање својијех старијех, написао је Леко Будисављевић о свом оцу, генералу Буди Будисављевићу. Крајем 18. вијека биле су 24 куће Будисављевића у Пећанима, 3 куће у Брлогу, поред оних расутих широм свијета. Своју породицу као цјелину увијек су звали: наше племе, што је у тим крајевима био јединствен примјер. Леко Будисављевић је и написао књигу Племе Будисављевића у Горњој крајини. У њој спомиње Будаке и Будисављевиће као сроднике, потомке истог претка. Од Будака је најпознатији злогласни усташки министар Миле Будак којем се приписује идеја да трећину Срба у НДХ треба побити, трећину похрватити, а трећину протјерати. О старим Будисављевићима се сачувала успомена да су сви били снажни и високог стаса. Мали број Будисављевића се покатоличио и похрватио (неки у Лици и Сибињу код Славонског Брода). Од њих нема ни једна позната личност. Будаци, Пилиповићи и Јуришићи су се покатоличили, само су Будисављевићи већином остали православци.
Двије гране Будисављевића су добиле аустријско племство, Марко и Мијат Будисављевић. Грана мајора Мијата истиче се управо низом виших официра и генерала. Та грана Будисављевића је систематски занемарена од стране Лексикографског завода Мирослав Крлежа и Крлежине Опће енциклопедије. Разлози су веома дубоки, још од доба Марије Терезије. Тада је вршено насилно покатоличавање Срба у Аустрији. По очуваном племенском предању једној таквој екипи супроставио се код Пећана с пушком у руци дјед мајора Мијата, Мијат-Бојан Будисављевић, заједно са двојицом другова. Аустријске власти су тај инцидент, у којем је један плебануш изгубио главу, заташкале, а екипе за насилно покатоличавање нису више у тај крај залазиле. Ипак, то је остало записано у аустријским архивима и због тога Мијатов унук, мајор Мијат и праунук генерал Буде, управо зато не добијају ни Орден Марије Терезије ни Орден Леополдов. Приједорска грана Будисављевића се ту, крајем 19. и почетком 20. вијека, далеко боље уклапала у постојеће односе, а њени најистакнутији представници, Велики жупан Буде и његово потомство све више еволуирају од Срба у православце, док у Мијатовом потомству српска национална свијест постаје све јача. Један унук попа Јове погинуо је 1916. на Кајмакчалану као српски добровољац и то је био додатни разлог за прешуткивање Мијатове гране.
Јосип Броз Тито је имао супругу Јованку Будисављевић, а највећа хуманитарна радница у Другом свјетском рату била је Аустријанка удана за Србина Јулија, Дијана Будисављевић. Ова фамилија је дала и друге угледне личности свога времена, свештенике, новинаре, политичаре, команданте, генерале, мајоре, књижевнике, докторе медицине... а и бака по мајци, највећег српског научника Николе Тесле била је Софија Мандић (дјевојачки Будисављевић).

## Занимљивости
При сусрету оца Борислава Будисављевића са Јованком и Титом, Јосип Броз Тито се нашалио на рачун Будисављевића да воле да командују, чиме је заправо алудирао на своју супругу. Одговорено му је да су Будисављевићи углавном носили двије униформе, војничку и свјештеничку, па им је такав однос и одговарао. Анегдота о Будисављевићима која се раније говорила је да су често мијењали политичку страну. Били су уз Хабзбурговце, Наполеона, Карађорђевиће, касније уз комунисте. Неко од Будисављевића је духовито примијетио: Нисмо се ми мијењали. Они су се мијењали. Петар (1756), син Марка Будисављевића погинуо је с Наполеоновом војском код Вероне 1805. године, а у Верони је и сахрањен. Генерал Буде Будисављевић је исто у Наполеоновој војсци 1812. учествовао у безуспјешном походу против Русије, а протојереј Томо Будисављевић је одликован од Наполеона, као и од цара Франца II.

## Познати Будисављевићи
- Дијана Будисављевић, хуманитарна радница из Другог свјетском рата
- Јованка Будисављевић Броз, супруга Јосипа Броза Тита
- Марко Будисављевић, српски граничар, натпоручник и аустријски племић
- Томо Будисављевић, протојереј СПЦ, одликован од Наполеона
- Мијат Будисављевић, српски граничар, мајор и аустријски племић
- Јован Будисављевић, српски свештеник и посланик
- Буде Будисављевић (генерал), генерал-мајор, племић
- Александар Леко Будисављевић, пуковник, аутор књиге Племе Будисављевића у Горњој крајини
- Станислав Будисављевић, командант аустријске морнарице
- Буде Будисављевић (жупан), српски књижевник и велики жупан загребачки
- Јулије Будисављевић, српски хирург
- Срђан Будисављевић, српски политичар
- Милан Будисављевић, српски књижевник
- Будислав Будисављевић, српски новинар и саборски заступник
- Лука Будисављевић, српски шахиста, најмлађи Србин велемајстор у шаху